# Червоное (Николаевская область)
Червоное (укр. Червоне) — село в Витовском районе Николаевской области Украины.
Основано в 1930 году. Население по переписи 2001 года составляло 545 человек. Почтовый индекс — 57226. Телефонный код — 512. Занимает площадь 0,035 км².

## Местный совет
57223, Николаевская обл., Витовский р-н, пос. Грейгово, ул. Чапаева, 80, тел.: 282-190